# Jules Tacheny
Pas d'image ? Cliquez ici
Jules Tacheny né à Mettet, 28 avril 1907 et décédé à Floreffe le 16 juillet 1984 est un pilote de vitesse moto belge ayant battu 41 records du monde au guidon de machines d'usine de la FN de Herstal sur l'autodrome de Linas-Montlhéry le 26 octobre 1931.

## Jeunesse
Émile Tacheny, le père de Jules le destinait à la carrière de cordonnier. Mais Jules a d'autres rêves en tête. Il s'achète sa première FN 350 en cachette. Pour Jules, cette moto c'est tout à la fois un moyen de locomotion, un moyen de donner libre cours à son goût pour la vitesse et enfin un outil d'ascension sociale.
En 1924, il devient apprenti mécanicien. Dans les années qui suivent, il apprend son métier chez plusieurs garagistes de région.
En 1927, il rassemble des amis motocyclistes et fonde un club sous le nom de Union Motor Entre Sambre et Meuse.
En 1928, il achète une FN type M60 (350 cm3) et la transforme pour carburer à l'alcool. Contre toute attente, il gagne la course de Sorinnes avant d'être disqualifié pour ne pas s'être inscrit comme senior (obligation faite aux professionnels de la mécanique). Le père de Jules, qui n'était au courant de rien, apprend la nouvelle et se met en tête de détruire à la hache la moto de son fils. Bien cachée, la machine survivra à l'accès de colère paternel. Plus tard les villageois enthousiastes finiront par le convaincre de laisser son fils poursuivre sa carrière de pilote.
En 1930, il est victime d'un grave accident de la route et doit séjourner à l'hôpital après une trépanation. Il réclame qu'on apporte la machine anglaise qu'il a commandé - une AJS 350 - dans sa chambre d'hôpital, ce que son père et le personnel de l'institution accepte comme s'il s'agissait d'une dernière volonté. Dès l'arrivée de la machine dans sa chambre, Jules se rétablit miraculeusement.

## Pilote d'usine pour la FN
Fin 1930, Jules Tacheny s'inscrit au Trophée International organisé par la FN et y est remarqué par Doug Marchant, ingénieur en chef de l'usine. Jules Tacheny fera partie d'une sélection d'une dizaine de pilotes soumis par l'usine FN à un examen d'aptitude sur l'anneau de Montlhéry. Il fera le meilleur temps et sera retenu, malgré une chute.

## Les records du monde à Montlhéry
Pour l'usine FN, l'année 1931 est considérée comme une année de préparation. La rentrée officielle de l'usine en compétition étant prévue pour l'année suivante. C'est le 26 octobre de cette année que la fiabilité des solutions techniques développées par l'ingénieur Van Hout seront mises à l'épreuve à l'autodrome de Montlhéry. L'idée était de rouler 12 heures sans interruption à la vitesse maximale, Tacheny et René Milhoux se relayant au guidon au rythme de l'usure des pneus. À la fin de la journée, ils auront battu 41 records du monde, dont le plus significatif est celui des 12 heures à la moyenne de 138 km/h. Tacheny et Milhoux se verront conjointement remettre les prix Fernand Jacobs récompensant le sportif belge le plus méritant de l'année.

## Les débuts enGrands Prix
En 1932, la FN revient sur la scène des Grands Prix, notamment pour affronter la marque rivale Saroléa et ses pilotes d'usine Noir et Pol Demeuter. Les duels de cette saison tournant plutôt à l'avantage de Saroléa.
En 1933, l'usine Saroléa aligne la Monotube, tandis que la FN aligne une nouvelle 500. Pour les uns comme les autres, le but est de contrer l'opposition britannique. L'équipe d'usine de la FN se compose désormais de Demeuter et Milhoux en experts et de Tacheny, Colette et Noir (ex Saroléa) en seniors. Alors que les équipes belges disposent enfin d'un matériel compétitif et de pilotes de premier plan, le Grand Prix de Belgique Moto de Francorchamps sera marqué par le deuil de Grégoire qui se tue pendant les essais provoquant le retrait de Saroléa.

## Le double deuil du Grand Prix d'Allemagne
En 1934, l'équipe de l'usine FN se compose désormais de Noir, Demeuter, Tacheny, Milhoux et Colette. Les résultats atteints seront à la mesure des attentes. Dès le 17 avril Milhoux bat un nouveau record du monde à Bonheiden. Partout ailleurs les victoires s'accumulent. Jules Tacheny remporte le titre de champion de Belgique à Francorchamps. Si jusque-là les succès ne cessaient de s'accumuler pour la FN, le destin y mettra un terme au Grand Prix d'Allemagne à Chemnitz où deux pilotes de l'écurie, Noir et Demeuter trouvèrent la mort à quelques minutes d'intervalle. Le rêve de la compétition motocycliste se transforme en un instant en cruel cauchemar lorsqu'il faut rentrer de nuit avec les corps des coéquipiers dans le fourgon.
Il apparaîtra rapidement que les causes des deux accidents étaient imputables à une particularité des parties-cycles des FN. En effet, les cadres étaient trop larges et trop bas, de sorte que lors d'un freinage appuyé sur l'angle, la partie antérieure du berceau périphérique venait littéralement se planter dans le sol. Ce problème était et bien connu de tous mais le sujet était resté tabou jusqu'au funeste accident. Tant à la FN que chez sa concurrente Saroléa, la priorité du moment était de développer des moteurs capables de rivaliser avec les Norton. Les parties-cycles avaient quant à elles reçu bien moins d'attention.
La perte rapprochée de 3 de ses meilleurs pilotes pousse la FN à s'abstenir de participer au Grand Prix de Belgique. Pour Jules Tacheny, l'année 1934 qui fut celle de l'apogée des moteurs FN, aura donc été décisive sportivement et terriblement marquante humainement.

## Retrait de la FN et première pause dans sa carrière sportive
En 1935 verra Tacheny encore obtenir de nombreux succès, et ce malgré une baisse sensible de l'enthousiasme de la FN pour la compétition motocycliste. Le 12 mai, Jules prend sur « son » circuit de Mettet la deuxième place du Grand Prix de l'Entre Sambre et Meuse". A la FN, après une année de réflexion, la direction décide de se retirer de la compétition sur circuit de vitesse. Cette décision n'était pas seulement la conséquence des accidents de 1934 : les sommes à engager pour rester compétitifs étaient énormes pour une marque au rayonnement commercial limité, Jules Tacheny, qui est pourtant au sommet de son potentiel, décide lui aussi de mettre un terme à sa carrière. Il veut se consacrer pleinement à son agence FN florissante ainsi qu'à sa famille.

## Le costume du président ou le cuir du pilote?
Après l'armistice de 1945, les cadres dirigeants club dont il fut le cofondateur en 1927, l'Union Motor Entre Sambre et Meuse, sont décimés. Devant le risque de le voir disparaître, il en accepte la présidence et le relance de façon spectaculaire malgré la morosité qui prévalait dans cette période de reconstruction. Dans le même temps, le virus de la compétition le rappelle sur les circuits. Il connaîtra encore nombre de victoires au guidon de sa vieille FN d'abord et d'une Norton Manx ensuite. Il devra se retirer de nombreux mois à la suite d'une mauvaise chute le laissera avec un pied broyé au circuit du Boulevard Mettewie à Bruxelles (1949). Mais encore une fois, le pilote renaît et reprend la compétition, tout en assumant sa charge de président de club. En 1952, il décide de mettre un terme définitif à sa carrière de pilote.

## Son circuit et ses affaires
Dans les longues années qui suivirent, la moto ne cessera d'être au centre de l'engagement de vie de Jules Tacheny. Il brillera notamment à la tête du club qui gère le circuit routier de Mettet, alors connu sous le nom de diabolo, à cause de sa forme caractéristique. Depuis 1932, il exploite un garage consacré aux motos mais aussi, à ses débuts, aux voitures. À côté des motos FN, il obtint les concessions de marques prestigieuses telles que Austin, Hudson et Jaguar. Ce garage de province situé au milieu du village de Mettet connaîtra un rayonnement international puisque Jules Tacheny sera successivement importateur des motos Norton (1952), Royal Enfield (1956) et deviendra dès 1959 le premier importateur pour la Belgique et le Luxembourg de la marque japonaise Honda. Il fut même invité et reçu par Soichiro Honda au Japon des mains duquel il reçut un diplôme d'honneur pour avoir contribué à l'introduction de la marque en Europe.
Il décède inopinément en 1984 d'un banal accident de la circulation sur le tracé du circuit routier de Floreffe.

## Sa famille lui rend un hommage posthume
Jules Tacheny a une fille d'un premier mariage (1938), Lucy. Veuf depuis 1952, il se remarie avec Claudine qui lui donnera 3 garçons, Freddy, Thierry et Johnny auxquels il a transmis le virus motocycliste. Ses trois fils sont restés actifs dans le monde de la moto. Notamment dans l'initiative du nouveau Circuit Jules Tacheny qui a été inauguré en 2007 à Mettet à l'occasion du centième anniversaire de la naissance de leur père.

## Sources
- Jules Tacheny pilote d'usine à la FN, 41 records du monde - Moto80 n°60 du 14 mai 1982
- Les Demoiselles de Herstal: la motocyclette liégeoise des origines à 1940 - Gilbert Gaspard - 221pp - Editions Vaillant-Carmanne - 1975
- L'épopée Moto - Les années Jules Tacheny - 350pp - Editions La Renaissance du livre - 2007
- Site mémoire de la famille Tacheny
- Site du circuit de Mettet